# Step Up Revolution
Step Up Revolution (även känd som Step Up 4: Miami Heat och Step Up 4Ever) är en  amerikansk romantisk dramatisk dansfilm från 2012. Filmen hade premiär 27 juli 2012. Det är den fjärde filmen i Step Up-serien. Föregångarna är Step Up (2006), Step Up 2: The Streets (2008) och Step Up 3D (2010).

## Handling
Emily Anderson (Kathryn McCormick), dotter till en förmögen affärsman - Mr. Anderson (Peter Gallagher) - anländer till Miami med ambitioner om att bli en professionell dansare. Väl där blir hon förälskad i Sean (Ryan Guzman), en ung man som leder en dance crew i form av en flash mob. Dance crew:n, MOB, strävar efter att vinna en tävling för en stor sponsringsmöjlighet, men snart tillkännager Emilys far planer på att utveckla MOB:s historiska stadsdel och fördriva tusentals människor. Emily måste gå samman med Sean och MOB för att vända sina resultat till protest, eller riskera att förlora sina drömmar att kämpa för en större sak.

## Rollista
- Kathryn McCormick - Emily Anderson
- Ryan Guzman - Sean
- Adam Sevani - Robert "Moose" Alexander III
- Misha Gabriel - Eddie
- Peter Gallagher - Mr. Anderson
- Stephen Boss - Jason
- Chadd Smith - Vladd
- Tommy Dewey - Tripp
- Rania Nina van Rooyen - Penelope
- Megan Boone - Claire
- Sean Rahill - Iris
- Mari Koda - Kido

## Soundtrack
1. Let’s Go (Ricky Luna Remix) - Travis Barker feat. Yelawolf, Twista, Busta Rhymes & Lil Jon
2. Live My Life (Party Rock Remix) - Far East Movement feat. Justin Bieber & Redfoo
3. Hands in the Air - Timbaland feat. Ne-Yo
4. Bad Girls (Nick Thayer Remix) - M.I.A.
5. Get Loose - Sohanny and Vein
6. Feel Alive (Revolution Remix) - Fergie feat. Pitbull & DJ Poet
7. U Don’t Like Me (Datsik Remix) - Diplo feat. Lil Jon
8. This Is the Life - My Name Is Kay
9. Bring It Back - Travis Porter
10. Goin' In - Jennifer Lopez feat. Flo Rida
11. Dance Without You (Ricky Luna Remix) - Skylar Grey
12. I Don’t Like You (Nick Thayer Remix) - Eva Simons
13. To Build a Home - The Cinematic Orchestra